# ایان راش
ایان جیمز راش (متولد ۲۰ اکتبر ۱۹۶۱ در ولز) مهاجم سابق فوتبال است که در بین سال‌های ۱۹۸۰–۱۹۸۷ و ۱۹۸۸–۱۹۹۶ میلادی در باشگاه لیورپول به عنوان مهاجم فعالیت می‌کرده‌است. وی در این سال‌ها با به ثمر رساندن ۳۴۶ گل ملقب به عنوان بهترین گلزن تاریخ باشگاه لیورپول شد. ایان راش همچنین برای باشگاه‌های چستر سیتی ٫ یوونتوس ٫ لیدز یونایتد، نیوکاسل ٫ شفیلد یونایتد ٫ رکسهام و المپیک سیدنی بازی کرده‌است.

## دوران درخشش در لیورپول
راش ابتدا در هفت سال حضورش در لیورپول علاوه بر تصاحب جایزه کفش طلای اروپا با به ثمر رساندن ۳۲ گل در فصل ۱۹۸۳–۱۹۸۴، توانست در طول این هفت سال ۴ لیگ دسته اول، ۱ جام حذفی، ۴ جام اتحادیه، ۲ جام خیریه و ۲ جام باشگاه‌های اروپا را نیز همراه با این باشگاه به دست آورد. وی سپس برای یک فصل از باشگاه لیورپول جدا شد و به باشگاه یوونتوس پیوست که در آنجا با ارائه بازی ضعیف پس از پایان فصل از این باشگاه ایتالیایی جدا شد و دوباره به لیورپول بازگشت و از فصل ۱۹۸۸–۸۹ تا ۱۹۹۵–۱۹۹۶ در باشگاه لیورپول توپ زد.
وی در مدت این هشت سال با افزایش تعداد گلهای خود و رساندن آن‌ها به رقم ۳۴۶، توانست نام خود را به عنوان بهترین گلزن تاریخ باشگاه لیورپول ثبت کند که این رکورد همچنان پابرجا می‌باشد. همچنین راش در طی این هشت سال ۱ لیگ دسته اول، ۲ جام حذفی و ۳ جام خیریه انگلیس را با لیورپول به دست آورد.

## بازی‌های ملی
راش به مدت ۱۶ سال در طول سال‌های ۱۹۸۰ تا ۱۹۹۶ برای تیم ملی ولز بازی کرد. او در این مدت با ۷۳ بازی ملی، ۲۸ گل برای این تیم ملی ولز به ثمر رساند.

## حضور در شبکه‌های تلویزیونی و اجتماعی
از نوامبر ۲۰۰۵ راش به عنوان مفسر و تحلیلگر مسابقات فوتبال در شبکه‌های اسکای اسپورت، اسکای اسپورت نیوز و ال اف سی تی وی مشغول به فعالیت است. وی همچنین در شبکه اجتماعی توییتر دارای یک حساب رسمی با نام خود می‌باشد.

## افتخارات

### به عنوان بازیکن
لیگ برتر انگلیس (۵) ۱۹۸۱–۸۲ ٫ ۱۹۸۲–۸۳ ٫ ۱۹۸۳–۸۴ ٫ ۱۹۸۵–۸۶ ٫ ۱۹۸۹–۹۰
جام حذفی (۳) ۱۹۸۵–۸۶ ٫ ۱۹۸۸–۸۹ ٫ ۱۹۹۱–۹۲
جام اتحادیه (۵) ۱۹۸۰–۸۱ ٫ ۱۹۸۱–۸۲ ٫ ۱۹۸۲–۸۳ ٫ ۱۹۸۳–۸۴ ٫ ۱۹۹۴–۹۵
جام خیریه (۳) ۱۹۸۲ ٫ ۱۹۸۶ ٫ ۱۹۹۰
- لیگ قهرمانان اروپا (۲)

### افتخارات شخصی
بهترین بازیکن جوان اتحادیه فوتبال انگلیس (۱) ۱۹۸۳
بازیکن سال پی اف ای (۱) ۱۹۸۴
کفش طلای اروپا (۱) ۱۹۸۴

### رکوردها
رکوردار بیشترین گل زده در فینال جام حذفی با ۵ گل
بهترین گلزن تاریخ جام اتحادیه به‌طور مشترک با جف هرست با ۴۹ گل (۴۸ گل برای لیورپول)
برترین گلزن تاریخ باشگاه لیورپول با ۳۴۶ گل
برترین گلزن تاریخ تیم ملی ولز با ۲۸ گل
رکوردار بهترین گلزن در شهرآورد مرسی ساید با ۲۵ گل برای لیورپول در برابر اورتون